# Eros + Massacre
Pour plus de détails, voir Fiche technique et Distribution.
Eros + Massacre (エロス＋虐殺, Erosu purasu Gyakusatsu) est un film japonais réalisé par Yoshishige Yoshida, sorti en 1969.

## Synopsis
Le film relate la vie de Sakae Osugi, anarchiste et militant japonais, assassiné par la police militaire durant les troubles qui ont suivi le grand tremblement de terre du Kantô de 1923. Le film expose ses relations avec trois femmes différentes : sa femme Yasuko Hori, la militante féministe Itsuko Masaoka, et sa dernière amante Noe Itō, auteur anarchiste et féministe assassinée en même temps que lui. La narration suit deux étudiants, Eiko Sokuta et son ami Wada, qui découvrent en 1969 les idées politiques et le concept d'« amour libre » formulé par Ōsugi.

## Fiche technique
- Titre : Eros + Massacre
- Titre original : エロス＋虐殺 (Erosu purasu Gyakusatsu?)
- Réalisation : Yoshishige Yoshida
- Scénario : Yoshishige Yoshida et Masahiro Yamada
- Musique : Toshi Ichiyanagi
- Pays d'origine :  Japon
- Langue : japonais
- Format : noir et blanc — 2,35:1 — son mono — 35 mm
- Genre : drame
- Durée : 165  ou   202 minutes selon la version
- Dates de sortie :
  - France : 15 octobre 1969[1] — 2 avril 2008[2]
  - Japon : 14 mars 1970[3]

## Distribution
- Mariko Okada : Noe Ito
- Toshiyuki Hosokawa : Sakae Osugi
- Yûko Kusunoki : Itsuko Masaoka
- Kazuko Ineno : Akiko Hiraga
- Daijiro Harada : Wada
- Taeko Shinbashi : Chiyoko
- Ejko Sokutai : Toshiko
- Etsushi Takahashi : Jun Tsuji
- Masako Yagi : Yasuko

## Réception
Le film est généralement considéré comme un des plus beaux de la Nouvelle vague japonaise, et parfois comme un des meilleurs films japonais en général. Même s'il est relativement peu connu en Occident, il a acquis un statut de film culte. D'après le critique Allan Fish, Eros + Massacre est le plus grand film jamais réalisé. Il en dit ceci : « Après avoir vu le film pour la première fois, même dans sa version courte de 166 minutes, on reste étourdi et l'esprit chamboulé. Même ceux qui ont fréquenté les œuvres d'Oshima ou d'Imamura ne seront pas préparés à ça. Que ce film ne soit pas disponible en version anglaise et qu'il ne figure presque dans aucun guide important du cinéma est une omission considérable. Même s'il n'avait réalisé que ce seul film, Yoshida devrait être considéré comme un géant. »